# Шлюз
Шлюз е хидротехническо съоръжение за повдигане и спускане на плавателни съдове между участъци от водни пътища (реки или канали) с различно ниво на водата. Отличителната черта на шлюза е неподвижната камера, в която нивото на водата може да се променя, за разлика от други подобни съоръжения, където самата камера, съдържаща плавателния съд, се движи.
Шлюзове се използват, за да правят реките по-лесни за плаване или да позволят използването на плавателен канал да поеме по пряк път през местност, която не е равна.
Терминът „въздушен шлюз“ се използва за подобно устройство, позволяващо на хора да преминават между места с коренно различни атмосферни условия, например под вода, в космическото пространство или в „свръхчиста стая“.